# Ligne de Bazancourt à Challerange
La ligne de Bazancourt à Challerange est une ancienne ligne de chemin de fer française, à écartement standard. Initialement d'intérêt local, elle est devenue stratégique et d'intérêt général. Fermée au service des voyageurs depuis 1938, elle est restée ouverte au service des marchandises jusqu'en 2013.

## Histoire
La concession pour un chemin de fer d'intérêt local de Bazancourt à Bétheniville est attribuée à la Compagnie du chemin de fer de la Suippe par une convention signée avec le conseil général de la Marne le 15 mai 1868. Cette convention est approuvée par un décret impérial le 27 novembre 1868 qui déclare la ligne d'utilité publique. Ce même décret approuve un traité passé le 14 mai 1868 entre la Compagnie du chemin de fer de la Suippe et la Compagnie des chemins de fer de l'Est pour l'exploitation de la ligne. La compagnie ouvre sa ligne à voie unique le 11 mai 1872. Cette section est reclassée dans le réseau d'intérêt général par une loi le 11 février 1883. Cette même loi prescrit la mise à double voie de cette section. Elle ne modifie toutefois pas la convention d'exploitation entre la Compagnie du chemin de fer de la Suippe et la Compagnie des chemins de fer de l'Est. Cette situation est confirmée par une convention signée le 25 janvier 1900 entre le ministre des Travaux publics et la Compagnie des chemins de fer de l'Est. Cette convention est approuvée par une loi le 13 juin 1901.
Le 11 février 1883 une loi déclare la section de Betheniville à Challerange d'utilité publique. Elle est concédée à titre définitif par l'État à la Compagnie des chemins de fer de l'Est (EST) par une convention signée entre le ministre des Travaux publics et la compagnie le 11 juin 1883. Cette convention est approuvée par une loi le 20 novembre suivant. Cette section a été mise en service le 6 décembre 1886.
La Première Guerre mondiale a ravagé la ligne et les villages alentour. Seules quelques maisons de garde-barrière ainsi que les gares de Dontrien, Sommepy, (Manre) et Ardeuil - Marvaux ont survécu au conflit. Les autres ont reçu des bâtiments type « Reconstruction ». Le tunnel de Manre, détruit à l'explosif, a été remplacé par une tranchée.
Le 5 mai 1938, la totalité de la ligne était fermée au service des voyageurs.
La section de Sommepy à Challerange a été fermée au service du fret le 5 juillet 1971 et celle de Dontrien à Sommepy en 1989. La gare de Challerange qui restait néanmoins desservie par la ligne d'Amagne - Lucquy à Revigny a été fermée le 15 juillet 2008.
Fin 2013, l'intégralité de la voie n'est plus entretenue et les passages à niveau entre Bazancourt et Pontfaverger-Moronvilliers sont déferrés.
Elle est officiellement fermée dans sa quasi intégralité d'Isles-sur-Suippe à Challerange le 16 octobre 2018.
En 2024, une voie verte de 3,5 km, la voie verte de la Suippe, est ouverte d'Isles-sur-Suippe au hameau de Vaudetré. Le prolongement de 7 km de cette voie verte jusqu'à Bétheniville est en projet soit au total 11 km